# Iveco DownTown
L'Iveco 291 DownTown è un minibus urbano prodotto dal 1998 al 2000.

## Progetto
Il DowntTown nasce nel 1998 dalla collaborazione tra Iveco e la Carrozzeria Autodromo Modena per sostituire il precedente Pollicino, del quale mantiene colloquialmente il nome per la stretta somiglianza. A differenza del predecessore, non viene più prodotto su un telaio di derivazione camionistica (Iveco Daily o Fiat Ducato) ma su un telaio sviluppato ad hoc, il 291.

## Tecnica
Il DownTown, all'epoca della commercializzazione, introdusse il concetto di minibus ecologico da impiegarsi esclusivamente nei centri storici, come suggerito dal nome (in inglese "centro città"). Infatti, oltre alla normale alimentazione a gasolio, era disponibile una versione elettrica, equipaggiata con motore elettrico Vickers 9919, erogante 23,5 kW.
Costruito nella sola versione urbana con due porte rototraslanti, il mezzo era dotato di pianale ribassato e pedana per la salita dei disabili con relativa postazione.
Ecco le caratteristiche di questo modello:
- Lunghezza: 6,9 metri
- Allestimento: Urbano
- Alimentazione: Gasolio, Elettrico
- Porte: 2 rototraslanti

## Diffusione
Il DownTown ebbe uno scarsissimo successo, causato anche dalle sue caratteristiche che ne facevano un mezzo di nicchia. Le uniche aziende ad acquistarne un discreto numero furono infatti solo ATC Bologna (poi TPER Bologna) e ATM Alessandria, mentre altri quantitativi minori svolsero servizio presso STI Potenza, AMS San Benedetto d.Tronto, TRAM Rimini e alcune aziende minori.
Ad oggi non vi sono più esemplari circolanti di questo modello.